# II. Childebert frank király
II. Childebert (570. március 2. – 596. március 28.) frank király Austrasiában 575-től haláláig. 592-ben egyesítette Burgundiát országával.
I. Sigebert és Brünhilde fia. Atyja meggyilkoltatása után 575-ben Gundobald herceg mentette meg és miután sikerült Metzbe menekíteni, ő emelte a királyi székbe is. Guntram, Burgundia királya, 577-ben barátjának fogadta és szövetségre lépett vele testvére, I. Chilperich ellen, de Childebert rövid idő múlva Guntramtól elvált. I. Chilperich meggyilkoltatása után (584) Childebert és Guntram Andelot-ban örökségi szerződést kötöttek, melynek értelmében a túlélő fél örökli a másiknak birtokát. E szerződés révén Burgundia is (593) Childebertre szállott. De midőn a nyugati gótokat Szeptimaniában, később pedig a longobárd birodalmat megtámadta, mindkét esetben vereséget szenvedett. Kiskorú fiai, II. Theudebert és II. Theuderich követték a trónon Brünhilde nagyanyjuk gyámsága alatt.